# Aumes
Aumes település Franciaországban, Hérault megyében. Lakosainak száma 502 fő (2022. január 1.). Aumes Castelnau-de-Guers, Montagnac és Pézenas községekkel határos.

## Népesség
A település népességének változása:
| Lakosok száma | 310  | 286  | 268  | 397  | 464  | 485  | 483  | 494  | 499  | 502  |
|               | 1968 | 1982 | 1990 | 2006 | 2013 | 2015 | 2017 | 2019 | 2020 | 2022 |